# Houcaris
Houcaris is een geslacht van uitgestorven tamisiocaridide radiodonten bekend uit het Cambrium fase 2 van China en de Verenigde Staten. Het bevat de twee soorten Houcaris saron en Houcaris magnabasis, die beiden oorspronkelijk werden benoemd als soort van het verwante geslacht Anomalocaris. Het geslacht Houcaris werd in 2021 benoemd voor de twee soorten en eert Hou Xianguang, die in 1995 samen met zijn collega's Jan Bergström en Per E. Ahlberg de typesoort Anomalocaris saron had ontdekt en benoemd.

## Soorten

### Houcaris saron
Houcaris saron, bekend van de biota van Chengjiang uit Yunnan, werd voor het eerst beschreven in 1995 als Anomalocaris saron. De soortaanduiding is het Grieks saron, 'borstel'. Deze soort is alleen bekend van frontale aanhangsels. Het holotype is NIGPAS 115337a/b. Er is een exemplaar (ELRC 20001) dat eerder werd beschouwd als een rompfossiel van deze soort, maar later onderzoek toont aan dat dit exemplaar niet tot deze soort behoort. Het heeft later zijn eigen geslacht Innovatiocaris gekregen. De lengte van het frontale aanhangsel is maximaal twaalf centimeter. Hij wordt soms beschouwd als behorend tot de familie Anomalocarididae of Amplectobeluidae.

### Houcaris magnabasis

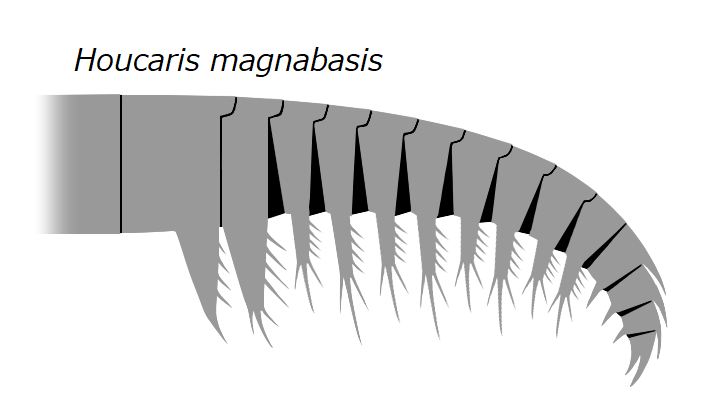
Voorste aanhangsel Houcaris magnabasis

Houcaris magnabasis, bekend van de Pioche Shale en Pyramid Shale in Nevada, werd oorspronkelijk beschreven in 2003 als Anomalocaris cf. saron en later benoemd als Anomalocaris magnabasis in 2019. Deze soort is alleen bekend van frontale aanhangsels en enkele gedeeltelijke fossielen van monddelen en flappen. De grootste geschatte lengte van het frontale aanhangsel is 17,5 centimeter. Ook hij wordt soms beschouwd als behorend tot de familie Anomalocarididae of Amplectobeluidae.